# アリアラテス9世
アリアラテス9世エウセベス・ピロパトル（ラテン語: Ariarathes IX Eusebes Philopator, ギリシア語: Ἀριαράθης Εὐσεϐής Φιλοπάτωρ, 紀元前110年頃 - 紀元前86年頃）は、カッパドキア王国の国王（在位：紀元前101年 - 紀元前96年）を称した人物であり、ポントス国王ミトリダテス6世の息子でファルナケス2世の兄に当たる。

## 来歴
紀元前101年、カッパドキア王アリアラテス7世（en）が暗殺されたのに乗じて、ミトリダテス6世は息子エウセビスをカッパドキアに送り込み、アリアラテス9世として即位させた。エウセビスは僅か8歳に過ぎなかったため、ゴルディオス（en）の補佐を受けて統治を行った。しかし、アリアラテス7世の後継者としてアリアラテス8世（en）もカッパドキア国王として並立で即位していた。
そのため、紀元前96年に共和政ローマがカッパドキアに介入してアリオバルザネス1世（en）をカッパドキアの新国王とした。これに対して、ミトリダテス6世は同盟関係にあったアルメニア国王ティグラネス2世の支援を受けて、同じくカッパドキアに介入したビテュニア王ニコメデス4世との争いに勝利を収めて、エウセビスをカッパドキア王に復位させたが、第一次ミトリダテス戦争でミトリダテス6世がローマ人に敗北したため、紀元前89年に再び追放された。
その後父と行動を共にしたが、第一次ミトリダテス戦争中の紀元前86年頃にテッサリアで戦死した。